# Bidental

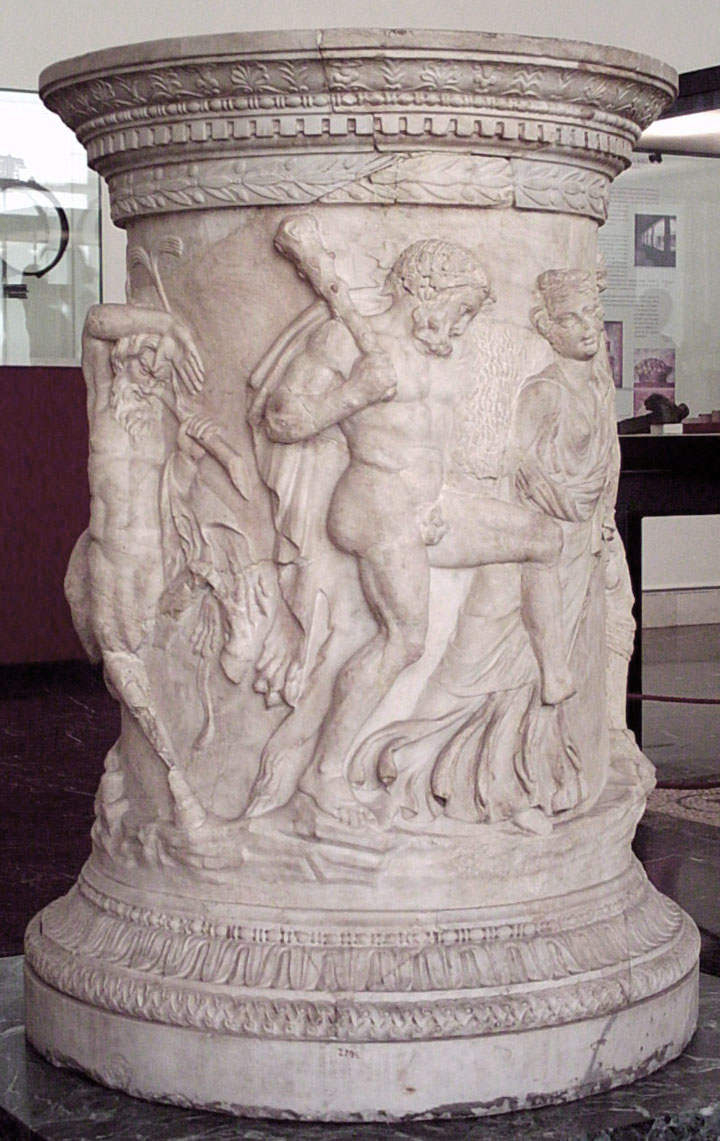
Un puteal (fuente) romano báquico. Es obra de arte en estilo neoático, inspirado por el arte helenístico. El relieve muestra figuras en una procesión báquica, como Hércules (en la imagen), quien, borracho, luce la piel del león de Nemea y lleva su propia maza de madera de olivo.

Un bidental, en la Antigua Roma, era un monumento construido sobre un punto en el que hubiera caído un rayo. A los sacerdotes que hacían ceremonias o expiaciones en estos lugares, también se les llamaba bidentales.
El nombre deriva de la joven oveja (bidens) que los arúspices sacrificaban en ese lugar. A veces, por el parecido de la estructura con la boca de un pozo, se le llamaba puteal, como en el caso del puteal Libonis o Scribonianum en el extremo oriental del Foro Romano (Hor., Ep. 1.19, 18; Sat. 2.6, 35; Pers. 4.49), y otro en el Comitium (Cic. de Div. 1.1. 7; Liv. 1.36, &c.). 
Quedaba un sitio sagrado que se rodeaba con una empalizada, a fin de que no fuese profanado pasando encima de él inadvertidamente. Los bidentales eran puntos sagrados. Cualquier resto y la tierra quemada debían quemarse en un agujero en el lugar de la caída del rayo por los sacerdotes bidentales. Cualquier persona muerta por el rayo tenía que ser enterrada donde lo alcanzó el rayo, en oposición a la tradicional cremación. Se consideraba sacrilegio andar sobre ese punto, no podía pasarse por allí, ni siquiera mirarlo después de terminarse. Ocasionalmente cuando decaían, los bidentales se reparaban o reconstruían.
Los lugares alcanzados por un rayo eran considerados como un ejemplo aterrador de la ira divina, y no debían tomarse a la ligera. Cualquier persona que cometiera sacrilegio, sería castigada severamente con la locura. Se creía al principio que estas muestras de poder divino tenían lugar específicamente por Júpiter, el rey de los dioses.

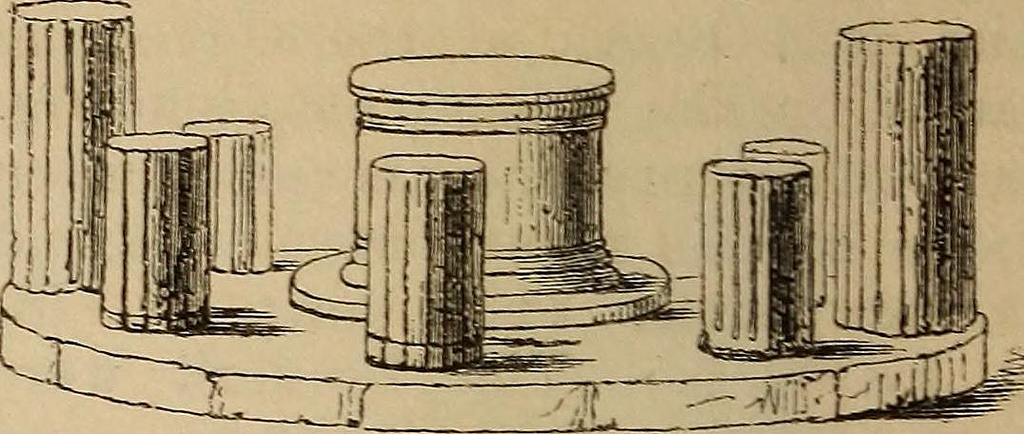
Bidental tomado de: The Illustrated Companion to the Latin Dictionary and Greek Lexicon